# Class:y
CLASS:y (hangul: 클라씨; rr: Keullassi); estilizado como CLASSy) é um girl group sul-coreano formado através do reality show My Teenage Girlexibido pela MBC e co-gerenciado pela M25, uma subsidiária da MBK Entertainment, e pela Universal Music Japan. O grupo é composto por sete membros: Ji-min, Seon-you,  Hyung-seo, Hye-ju, Ri-won, Bo-eun e Chae-won. Elas estrearam oficialmente em 5 de maio de 2022, com o extended play (EP) Class Is Over.

## Nome
O nome do grupo, Class:y, foi sugerido pelos telespectadores de My Teenage Girl através do site Naver e escolhido pela M25. Foi inspirado pelos encantos "elegantes" das membros e continuou com o tema relacionado à escola de My Teenage Girl, referindo-se a "classe" e "nota mais alta".

## História

### Formação através doMy Teenage Girl
O CLASS:y foi formado por meio do reality show My Teenage Girl da MBC, que foi ao ar de 28 de novembro de 2021 a 27 de fevereiro de 2022. Apresentava 83 concorrentes do sexo feminino de diferentes países. Durante a final ao vivo em 27 de fevereiro de 2022, as membros finais foram determinadas pelos telespectadores por meio de votação e de pontos.

Myung Hyung-seo é ex-integrante do Busters; Kim Ri-won é uma ex-atriz e modelo infantil.

### 2022-present:Class is Over,Lives Across,Day&NighteDancing Dol Stage
Em março, o grupo apresentou a música "Surprise" em vários programas musicais. Sua música estendida de estreia, "Class Is Over", foi lançada em 5 de maio. Em 26 de maio de 2022, Classy lançou sua segunda série de seu primeiro EP estendido: Lives Across.
Em novembro de 2022, foi anunciado que o Classy lançaria um álbum japonês em janeiro de 2023. No mesmo mês foi anunciado que o grupo iria participar como participante da segunda temporada do reality show da SBSm o chamado Dancing Dol Stage. Em 21 de dezembro, foi anunciado que Classy retornaria com seu segundo single japonês intitulado "TARGET" e realizaria seu primeiro show para fãs no Japão em fevereiro de 2023.

## Integrantes
- Myung Hyung-seo (hangul: 명형서)
- Yoon Chae-won (hangul: 홍혜주)
- Hong Hye-ju (hangul: 홍혜주) – líder
- Kim Ri-won (hangul: 김리원)
- Won Ji-min (hangul: 원지민)
- Park Bo-eun (hangul: 박보은)
- Kim Seon-you (hangul: 김선유)